# Mistrzostwa Afryki w Piłce Siatkowej Mężczyzn 1991
VIII Mistrzostwa Afryki w piłce siatkowej mężczyzn odbyły się po raz drugi w historii w miejscowości Kair w Egipcie. W mistrzostwach wystartowało 10 reprezentacji, co było największą liczbą od czasu rozgrywania mistrzostw. Reprezentacja Algierii zdobyła swój pierwszy złoty medal mistrzostw Afryki. W mistrzostwach zadebiutowały reprezentacje Ghany i Zambii.

## Klasyfikacja końcowa
| Miejsce | Reprezentacja            |
| ------- | ------------------------ |
|         | Algieria                 |
|         | Egipt                    |
|         | Tunezja                  |
| 4.      | Kamerun                  |
| 5.      | Nigeria                  |
| 6.      | Ghana                    |
| 7.      | Kenia                    |
| 8.      | Zambia                   |
| 9.      | Wybrzeże Kości Słoniowej |
| 10.     | Angola                   |